# Erik S. Reinert
Erik Steenfeldt Reinert (ur. 15 lutego 1949 w Oslo) – norweski ekonomista, którego specjalnością jest ekonomia rozwoju, historia gospodarcza i historia myśli ekonomicznej.

## Biografia
Erik Reinert studiował ekonomię na Uniwersytecie w St. Gallen (Szwajcaria), uzyskał tytuł magistra na Uniwersytecie Harvarda, a doktorat obronił na Uniwersytecie Cornella. W 1972 r. w Bergamo (Włochy) założył, a następnie rozwinął małą firmę przemysłową Matherson-Selig. Firma Matherson-Selig (nazwa później skrócona do Matherson SpA) zajmowała się próbkowaniem kolorów w przemyśle lakierniczym i motoryzacyjnym. Otwierając zakłady produkcyjne również w Norwegii i Finlandii, firma stała się największą tego rodzaju w Europie. Reinert sprzedał ją w 1991 roku. Zajął się wtedy pracą dla grupy STEP w Oslo (1992–1995), a później został dyrektorem ds. badań w Norsk Investorforum, think tanku założonym przez duże norweskie korporacje (1995–2000). Reinert zajmował również stanowisko w niepełnym wymiarze godzin w Centrum Rozwoju i Środowiska (SUM), instytucji badawczej powołanej przez Uniwersytet w Oslo. W 2000 r. został prezesem The Other Canon Foundation, małego centrum badawczego zajmującego się ekonomią heterodoksyjną. Od 2004 r. jest profesorem zarządzania technologią i strategii rozwoju na Uniwersytecie Technicznym w Tallinie w Estonii.

## Kariera naukowa
Zainteresowania badawcze i publikacje Reinerta – począwszy od pracy doktorskiej z 1980 r. – koncentrują się wokół teorii nierównomiernego rozwoju oraz historii myśli gospodarczej. Jako konsultant Reinert kładzie nacisk na politykę przemysłową i gospodarczą, zarządzanie innowacjami oraz relacje między kapitałem finansowym a produkcyjnym. Prowadzi wykłady w pięciu językach, a podczas swojej pracy odwiedził 65 różnych krajów.
Jego najbardziej znana książka How Rich Countries Got Rich ... and Why Poor Countries Stay Poor (2007), była szeroko omawiana i dyskutowana. Niektóre recenzje, np. w Prospect Magazine, The Economist były lekceważące, jednakże większość z nich, szczególnie te z krajów rozwijających się – były pozytywne. Nawet ogólnie krytyczne recenzje dotyczące pracy Reinerta, np. Martina Wolfa w Financial Times, nazwały książkę ważnym wkładem w debacie ekonomicznej. Według NORLA, organizacji zajmującej się norweskimi książkami za granicą, How Rich Countries Got Rich ... and Why Poor Countries Stay Poor zostało przetłumaczone na ponad dwadzieścia języków.
Głównym przesłaniem wspomnianej książki jest zwrócenia uwagi na fakt, że ekonomia neoklasyczna szkodzi krajom rozwijającym się, głównie poprzez promowanie teorii przewagi komparatywnej Davida Ricardo. Opierając się na długiej tradycji intelektualnej – zapoczątkowanej przez włoskich ekonomistów Giovanniego Botero (1589) i Antonio Serra (1613), Reinert wskazuje, że kraj, który handluje dobrami o wysokiej zwrotności – np. zaawansowaną technologicznie produkcją – ma przewagę nad krajem, który handluje towarami o niskiej wartości – np. surowcami. Jak argumentował Botero, połączenie różnorodności gospodarczej i wartości dodanej surowców są kluczowymi elementami wzbogacającymi narody. Reintert twierdzi, że od czasów renesansu, kraje odnoszące sukcesy ekonomiczne – w tym Anglia i Stany Zjednoczone – rozpoczynały od ochrony swoich rozwijających się producentów, a dopiero następnie otwierały się na rynki światowe. Powołując się na Friedricha Lista, dziewiętnastowiecznego niemieckiego ekonomistę, Erik Reinerta sugeruje, że protekcjonizm jest ważny i że wolny handel przynosi obopólne korzyści jednie krajom znajdującym się na tym samym poziomie rozwoju. Żaden kraj nie może osiągnąć rozwoju bez stabilnego poziomu uprzemysłowienia, a ponadto żaden biedny kraj nie może go osiągnąć w ramach ograniczeń wolnego handlu. Z tego powodu Reinert nazywa milenijne cele rozwoju „ekonomią paliatywną”. Reinert zgadza się tym samym z byłym głównym ekonomistą Banku Światowego, Justinem Yifu Linem, który stwierdza, że „z wyjątkiem kilku krajów eksportujących ropę naftową, żaden kraj nigdy się nie wzbogacił bez uprzemysłowienia”. Reinert pracował również jako adiunkt na Uniwersytecie Nauk Stosowanych w Sámi w Kauokeino w Norwegii, gdzie publikował na temat ekonomiki hodowli reniferów i zmian klimatycznych. Powtarzającym się zagadnieniem w pracy Erika Reinerta jest cykliczność myśli i teorii ekonomicznych. Jego praca nad rolą państwa we wzroście gospodarczym została opublikowana w języku chińskim, estońskim, rosyjskim i hiszpańskim.
W 2008 r. Erik Reinert otrzymał Nagrodę Gunnara Myrdala za najlepszą monografię z dziedziny ewolucyjnej ekonomii politycznej.